# Zoropsis media
Zoropsis media är en spindelart som beskrevs av Simon 1878. Zoropsis media ingår i släktet Zoropsis och familjen Zoropsidae. Inga underarter finns listade i Catalogue of Life.